# ZoneMinder
ZoneMinder è un software open source utilizzato nell'ambito della videosorveglianza, sviluppato per Linux.
è pubblicato sotto licenza GNU General Public License (GPL).